# Huaca Huantinamarca
La Huaca Huantinamarca es un sitio arqueológico de la cultura ychsma ubicado en el distrito de San Miguel, en la ciudad de Lima, capital del Perú. Está situado en la primera cuadra de la avenida Brígida Silva de Ochoa. 

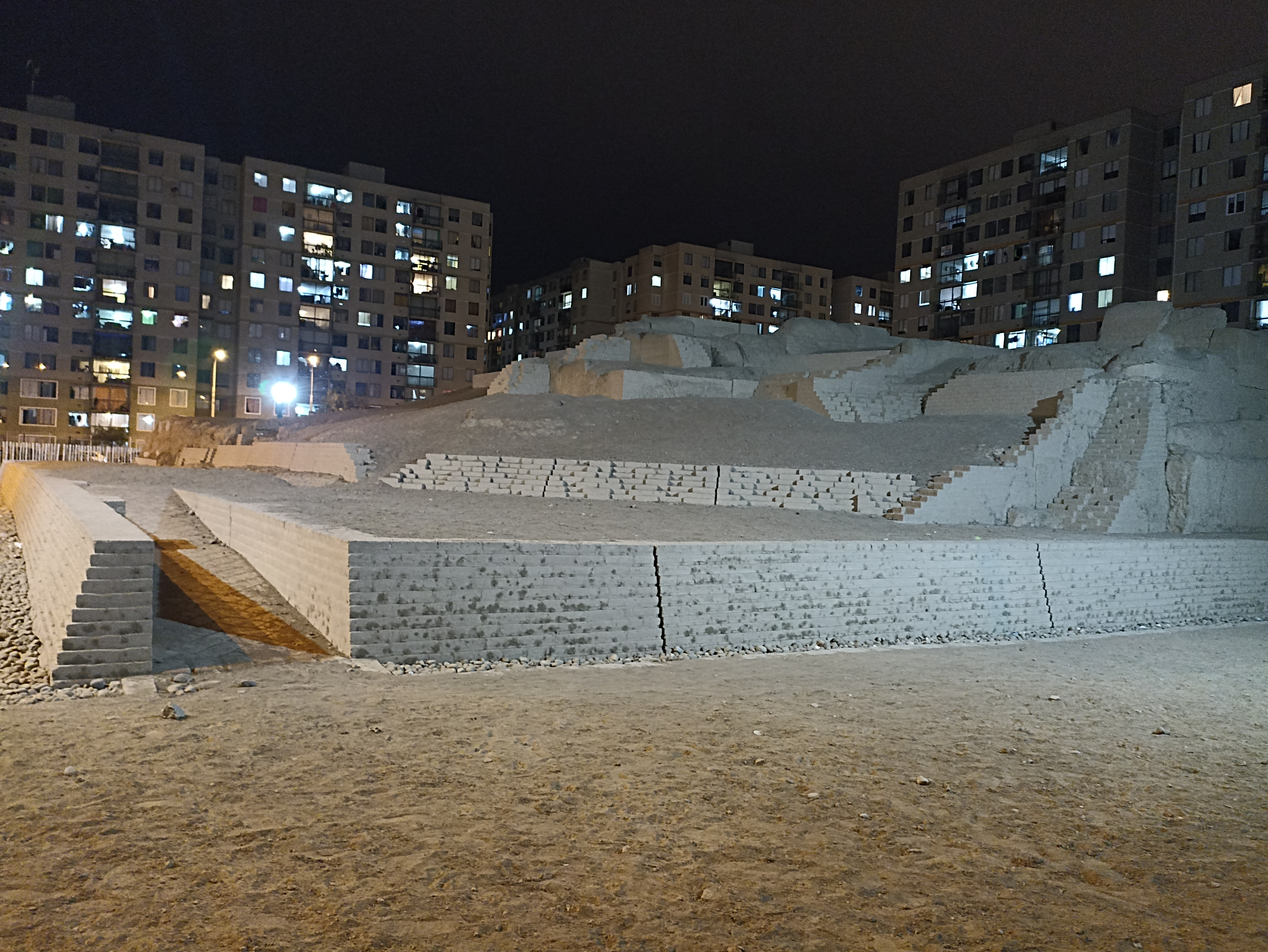
La belleza de la arquitectura de la Huaca Huantinamarca, expresada en sus formas y niveles

La Huaca Huantinamarca fue declarada Patrimonio Cultural de la Nación por el entonces Instituto Nacional de Cultura el 27 de marzo de 2002, mediante Resolución Directoral Nacional RDN 233/INC. Se encuentra en el valle bajo del río Rímac a 50 m s.n.m., en la periferia del Complejo de Maranga. Esta edificación ocupa aproximadamente 1500 m2, y fue erigida sobre un área de 3652 m2. 
Tiene la particularidad de ser una pirámide trunca de carácter monumental que fue construida, remodelada y transformada a lo largo de los años, lo que le brinda una complejidad arquitectónica. Este edificio presenta en su composición diversos patios, recintos y corredores, los cuales se construyeron durante diferentes momentos en su historia; y sobre una base de muros hechos de barro a través de una técnica conocida como "tapial corrido".
La huaca está inmersa en el condominio “Parques de la Huaca”, como parte de un parque públicoy ha podido ser conservada, preservada y respetada por los ciudadanos vecinos gracias a la gestión de la municipalidad, como parte de una identidad cultural colectiva que permite despertar el interés por el aprendizaje de la historia peruana, sobre todo en las futuras generaciones.

## Orígenes y etimología
Existen dos posibles razones de las cuales se desprendan el significado del nombre “Huaca Huantinamarca”. La primera se refiere a que Huantinamarca estaba conectado al Complejo de Maranga gracias a la construcción de canales de agua; en consecuencia, su nombre se derivaría de uno de los principales acueductos que se empleaban para regar el sector proveniente del canal Huatica, cuyo nombre fue usado por múltiples investigadores para hacer referencia al Complejo Maranga. Ernst Middendorf señala que Maranga fue la sede del oráculo del valle, conocido como “Huaca” o “Guatan”. Además, en quechua, “huateka” significa “el que aconseja malas cosas, que induce a la tentación, y además con el del diablo”. Asimismo, Julio César Tello usa el término “Huatika Marka” para referirse al Complejo Maranga.
En segundo lugar, Huantinamarca también puede traducirse como “el pueblo de gente que sufre de bubas”, una enfermedad infecciosa también llamada “verruga peruana”. Esta propuesta se justifica mediante la afirmación de Fray Diego Gonzáles Holguín (1612) quien indica que “huantti” en quechua significa “buas”, y “huanttivnccytam vncconi”, “estar enfermo de ellas”. A esto se le suma la interpretación de Ludovico Bertonio (1612) quien señala que “huanthi”, en aimara, tiene el mismo significado que proponía González Holguín.

## Historia
A través de la historia, la Huaca Huantinamarca ha acumulado un gran cantidad de usos y significados: fue parte del Curacazgo de Maranga, ocupada durante el Horizonte Tardío, mausoleo precolombino, lugar habitado por españoles, ruina a la que se le atribuía un fuerte poder mágico y sagrado, cementerio republicano, ruina precolombina en la zona rural de las haciendas, auditorio de campo ferial, y hoy en día es la pieza central de un parque público al que se le relaciona un complejo residencial moderno.

## Cronología
La presente línea de tiempo expone los tres momentos de ocupación de la Huaca Huantinamarca, siendo el primero el período precolombino (hasta 1532 d. C.), segundo el período colonial (1535 d. C. a 1821 d. C.), y el último el período moderno (1822 d. C. a la actualidad).

### Período precolombino (hasta 1532 d.C.)

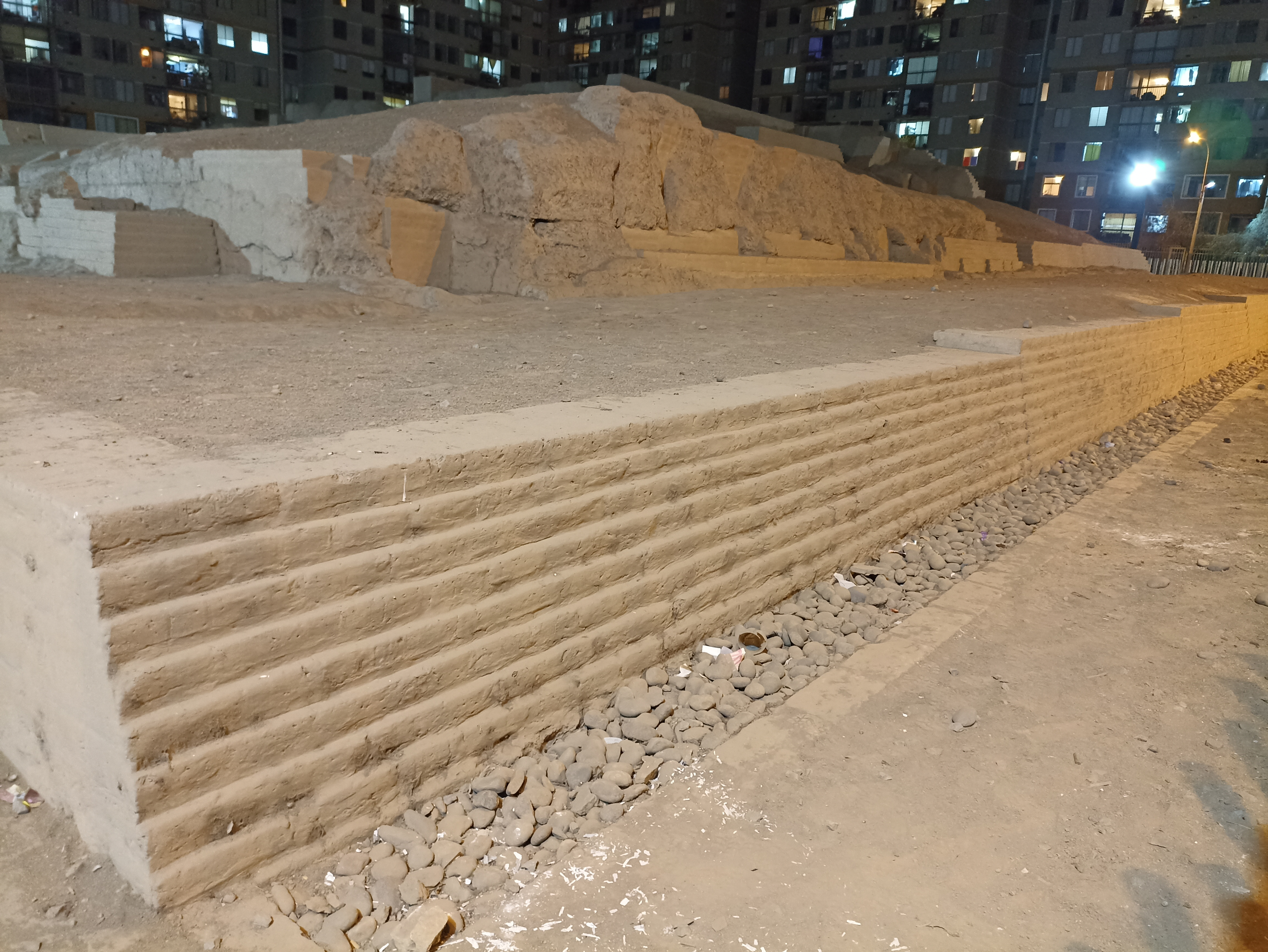
Primer plano de un muro lateral de la Huaca Huantinamarca. En ella se evidencia la técnica usada para su elaboración

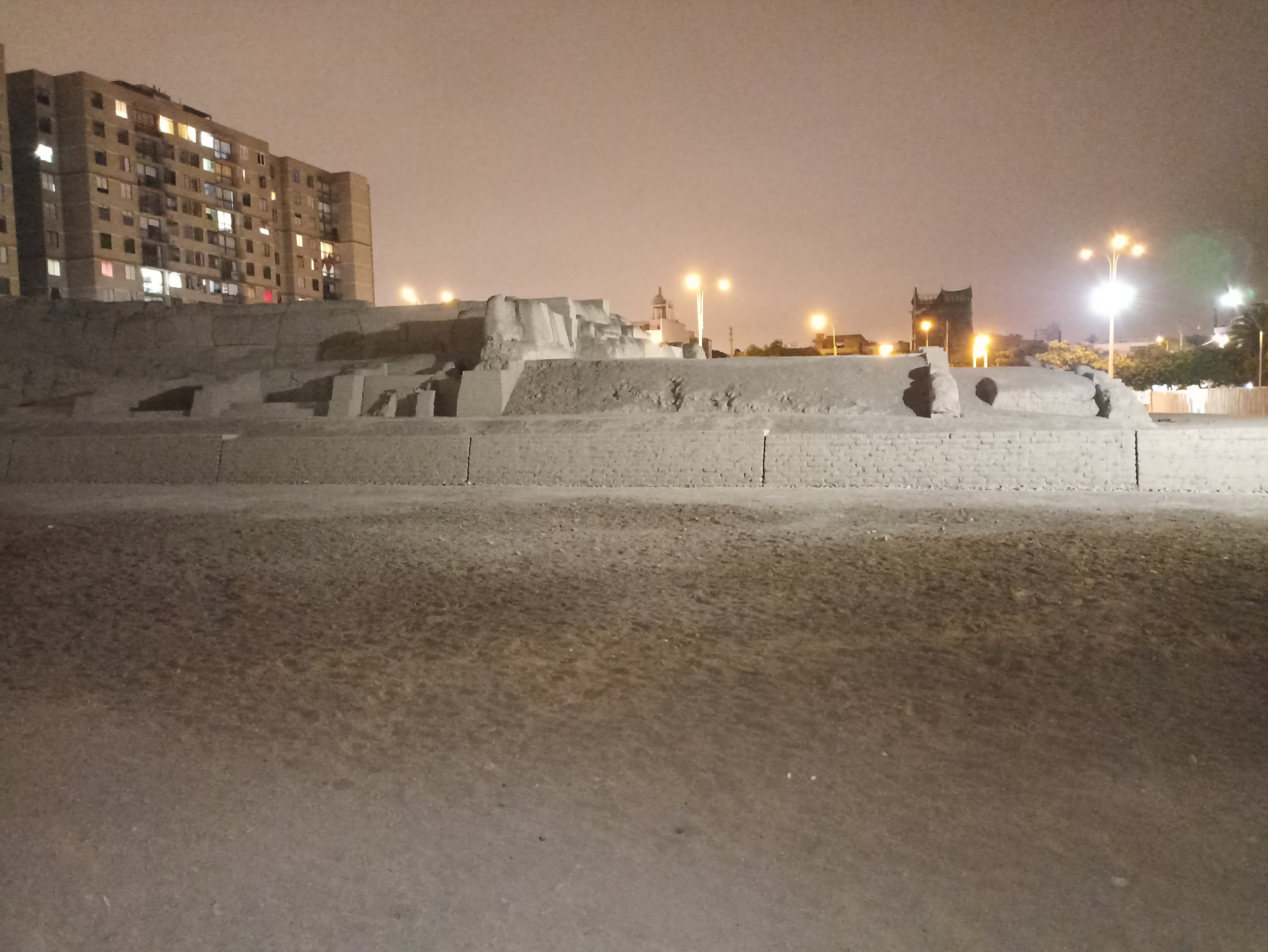
Vista a lo lejos de estructuras donde se almacenaban los diversos elementos para los rituales en la época precolombina

El Proyecto de Investigación, Conservación y Restauración de la Huaca Huantinamarca (PIACRHH, 2009- 2010) ha identificado al menos dos momentos fundamentales en su construcción. Durante la primera etapa se construyeron muros de diversos tamaños, donde predominaban los de 40 y 80 cm de espesor; por medio de una técnica particular conocida como la del tapial encofrado; con la superficie  alisada con las manos, lo que se sabe debido a la presencia de marcas de dedos y manos en estos muros. En la segunda etapa se usaron muros que hoy han perdido su enlucido, pero que son más estables estructuralmente, debido al empleo de bloques de dimensiones regulares, una sección de los cuales muestra rasgos trapezoidales (3.5 metros en la base y 1.2 metros en la parte superior).
Huantinamarca fue parte del Complejo Maranga, y habría servido como asiento principal de una comunidad, integrado a la cadena productiva y ritual vinculada al acopio, transformación y consumo de chicha de maíz usada en celebraciones y rituales asociados al calendario agrícola.
De igual manera, presenta evidencias que la relacionan al periodo “yshma tardío”, como lo son el material fragmentado de cerámica y lo hallado con respecto a las ofrendas funerarias. En las excavaciones se encontraron vasijas relacionadas con la cultura Yshma, a la vez que fragmentos de cerámica y mayólicas coloniales alusivas a un periodo entre el siglo XVI y XVII, y artefactos de influencia Chancay y Chimú. Durante las excavaciones de 2010 también se encontraron 25 tumbas con alrededor de 100 cuerpos humanos, con cientos de vasijas cerámicas y textiles. Además, esta huaca también estuvo vinculada a tareas productivas, al culto religioso, la congregación pública y como cementerio.
Huantinamarca adquirió su forma final durante el Horizonte Tardío (1476 d. C. a 1532 d. C.), una época cuando los incas ocupaban la costa central.

### Período colonial (1535 d.C. a 1821 d.C.)
Una vez terminado el periodo precolombino, el lugar fue convertido en mausoleo. Luego, en la época colonial, se usó como control de aguas de los sistemas de riego existentes y también de avistamiento, gracias a su ubicación próxima al borde del mar. Por su elevación, se podían observar los cultivos cercanos y divisar el horizonte marino, alertando sobre posibles incursiones de piratas.
Durante las investigaciones realizadas para el proyecto Parques de la Huaca, se halló un campamento ubicado en el sector suroeste de la plataforma, donde se encontraron objetos tales como: cerámica estilo panamá polícromo tipo A (platos, tazas, tazones y ollas), un zapato de cuero, una cuenta de vidrio, un naipe y, en el contexto funerario 22, un individuo con heridas cortantes en el brazo izquierdo.

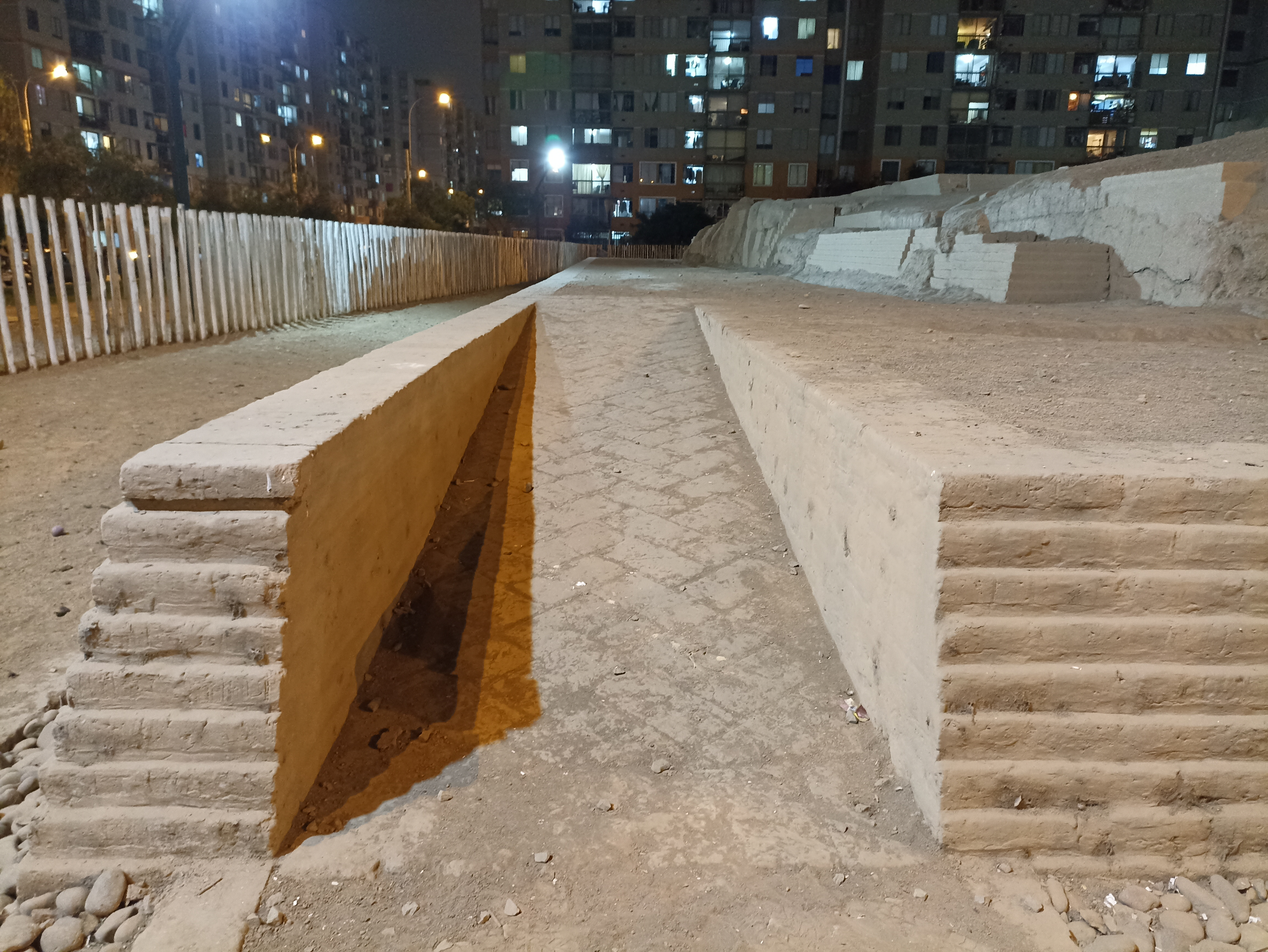
Rampa de entrada que servía como acceso a la Huaca Huantinamarca

### Período moderno (1822 d.C. a la actualidad)
Posteriormente, ya durante épocas más modernas (Siglos XIX y XX), en los alrededores de la huaca se hallaron evidencias de rituales como pagos a la tierra o los entierros de ofrendas. Estas prácticas están directamente relacionadas con los rituales chamanísticos y la magia. Por ende, estas suelen ser realizadas en los diversos sitios arqueológicos debido a la creencia de que en esos lugares aún se encuentra la magia, el poder y la sacralidad que se buscan.
Durante el proceso de desarrollo urbano en el distrito de San Miguel diversos individuos, entidades públicas y privadas adquirieron grandes parcelas de tierra con fines de uso residencial, comercial o institucional. Durante la década de los 60s la huaca se usó como escenario en la Feria del Hogar para dar lugar a numerosas presentaciones de artistas. Esto protegió a Huantinamarca de la destrucción, pues no fue parte de la expansión urbana de la zona a fines del siglo pasado. Actualmente la Huaca Huantinamarca sirva como eje central del Condominio “Parques de la Huaca”.

## Huaca Huantinamarca en la actualidad

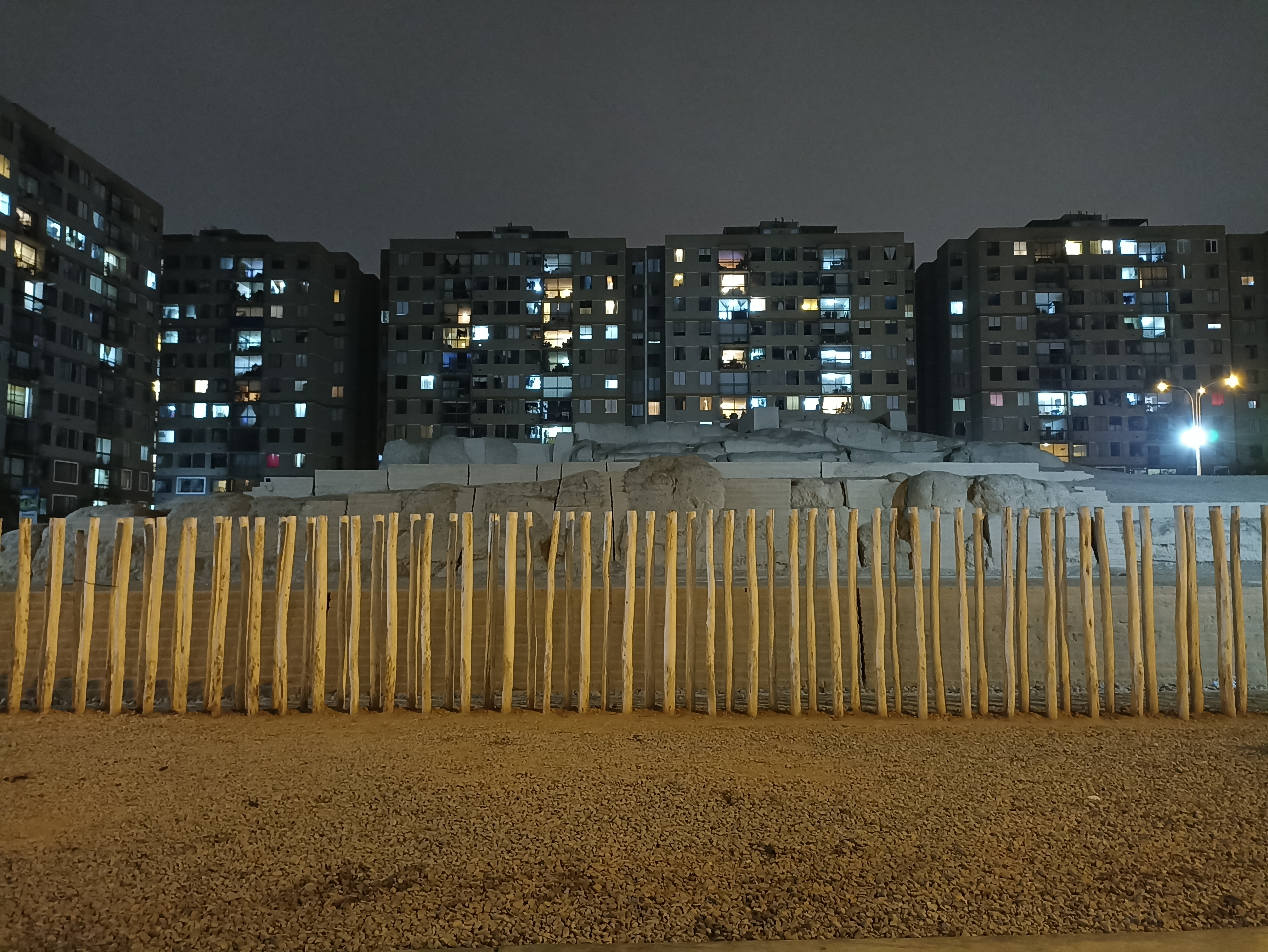
Contraste entre el mundo precolombino y el mundo moderno. El uso de la Huaca como eje central de los condominios "Parques de la Huaca"

### Deterioro
Los estudios y proyectos de reconstrucción en sitios como Huallamarca, Pucllana y Puruchuco ayudaron a que el público cambiara la percepción de estos sitios como lugares que podían ser demolidos, así como sobre las sociedades precolombinas que los construyeron. Huantinamarca era un lugar abandonado y en deterioro pero gracias a una moderna visión pudo ser recuperado.

### Proyecto inmobiliario
En mayo de 2009, se inició la construcción del condominio denominado Parques de la Huaca, nombre oficial del proyecto urbanístico en Huantinamarca.

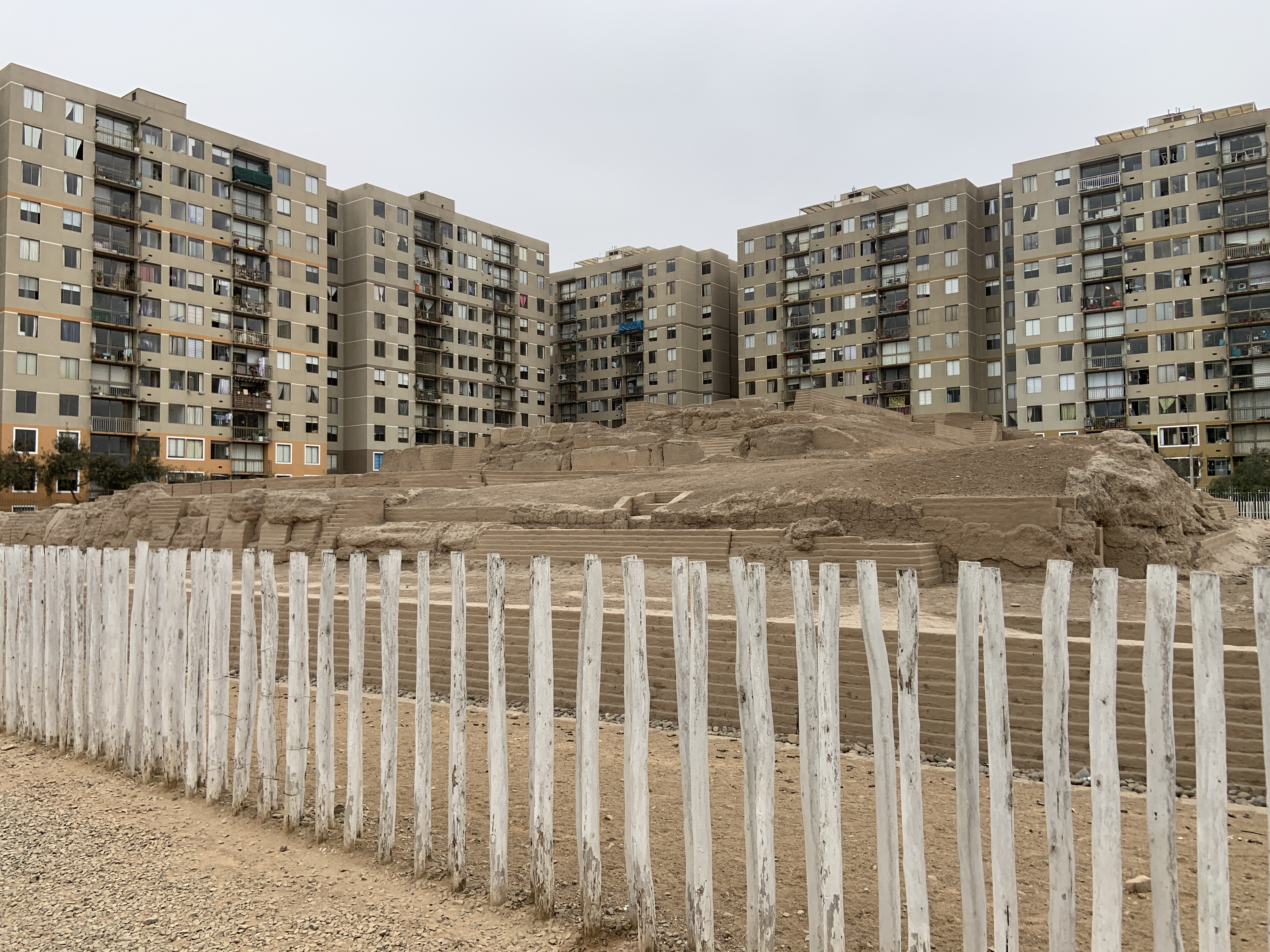
Fotografía de la Huaca Huantinamarca capturada en octubre de 2022

La situación actual de Huantinamarca es el resultado del trabajo de un equipo multidisciplinario conformado por arqueólogos, arquitectos, paisajistas y restauradores, en que se tomaron en cuenta como referentes para el diseño tanto la iconografía de textiles encontrados en el lugar, como la vegetación, la visualización desde lejos, etc.

### Panorama actual
El proyecto inmobiliario Huantinamarca ha logrado conseguir que la huaca sea parte de la vida cotidiana de las personas que residen en el complejo habitacional; y que estos consigan crear una relación afectiva con esta. En ese sentido, Huantinamarca es un ejemplo de como las inmobiliarias y empresas de construcción deben cuidar y potenciar el patrimonio cultural de la nación.